# Laskowiec (województwo łódzkie)
Laskowiec – wieś w Polsce położona w województwie łódzkim, w powiecie zduńskowolskim, w gminie Zduńska Wola.
W latach 1975–1998 miejscowość administracyjnie należała do województwa sieradzkiego.